# Plaza de la Constitución (Albacete)
La plaza de la Constitución es una céntrica plaza de la ciudad española de Albacete, presidida por la estatua de Isabel de Portugal. Se encuentra en las inmediaciones de la catedral de Albacete, a la que se accede a través de unas escalinatas en la plaza, y de la plaza del Altozano, y es la continuación de la calle Concepción. Constituye un transitado lugar de la ciudad.

## Historia
La plaza de la Constitución se denominó durante la época franquista plaza de la División Azul en honor a los soldados españoles caídos en la lucha durante el fascismo. En el pasado albergó un monumento a los caídos de la División Azul.[cita requerida]
Está presidida por la estatua de Isabel de Portugal, señora de Albacete, título, el señorío de la villa de Albacete, que recibió la reina Isabel de Portugal al casarse con Carlos V. Se trata de una reproducción de la copia existente en el palacio de Fuensalida de Toledo de la original realizada por Leone y Pompeo Leoni en 1564, expuesta en el Museo del Prado.

## La plaza en la actualidad
La plaza, de forma triangular, está delimitada por las calles Rosario al este y Boticarios y El Cura al oeste. Está constituida por una gran explanada con la estatua de Isabel de Portugal. Es un lugar comercial, transitado, con terrazas.[cita requerida]

## Cultura
En Navidad se celebra el Mercado Navideño de Albacete, en el que se encuentran productos típicos de esta época del año, además de la celebración de numerosas actividades culturales.
En mayo tiene lugar  el tradicional Mercado Medieval de Albacete, donde las calles se engalanan y trasladan a la época medieval.
Fue lugar de concentración del Movimiento 15-M en Albacete.